# Nuoto ai XIX Giochi del Mediterraneo - 100 metri dorso femminili
La gara dei 100 metri dorso femminili ai XIX Giochi del Mediterraneo si è svolta il 5 luglio 2022. Al mattino si sono svolte le batterie, mentre la finale si è disputata nel pomeriggio.

## Podio
| Pos. | Atleta           | Nazione    |
| ---- | ---------------- | ---------- |
|      | Camila Rebelo    | Portogallo |
|      | Carlotta Zofkova | Italia     |
|      | Carmen Weiler    | Spagna     |

## Record
Prima della manifestazione il record del mondo (RM) e il record dei Giochi del Mediterraneo (RG) erano i seguenti.
|  | 57"45   | Kaylee McKeown      | 13 giugno 2021 Adelaide  |
|  | 1'00"54 | Margherita Panziera | 25 giugno 2018 Tarragona |

Durante la competizione non sono stati migliorati record.

## Risultati

### Batterie
| Pos. | Batteria | Corsia | Atleta                | Nazionalità | Tempo   | Note  |
| ---- | -------- | ------ | --------------------- | ----------- | ------- | ----- |
| 1    | 2        | 4      | Ekaterina Avramova    | Turchia     | 1'01"89 | Q     |
| 2    | 1        | 5      | Camila Rebelo         | Portogallo  | 1'01"92 | Q     |
| 3    | 1        | 3      | Carlotta Zofkova      | Italia      | 1'02"19 | Q     |
| 4    | 1        | 4      | Carmen Weiler         | Spagna      | 1'02"62 | Q     |
| 5    | 2        | 5      | África Zamorano       | Spagna      | 1'02"64 | Q     |
| 6    | 2        | 6      | Anita Gastaldi        | Italia      | 1'03"10 | Q     |
| 7    | 2        | 7      | Anna Ntountounaki     | Grecia      | 1'03"21 | Q     |
| 8    | 2        | 2      | Janja Šegel           | Slovenia    | 103"22  | Q, WD |
| 9    | 1        | 6      | Ioanna Sacha          | Grecia      | 1'03"46 | Q     |
| 10   | 1        | 2      | Anaïs Podevin         | Francia     | 1'03"84 |       |
| 11   | 2        | 3      | Rafaela Azevedo       | Portogallo  | 1'04"81 |       |
| 12   | 1        | 7      | Imène Kawthar Zitouni | Algeria     | 1'07"74 |       |

### Finale
| Pos. | Corsia | Atleta             | Nazionalità | Tempo       | Note |
| ---- | ------ | ------------------ | ----------- | ----------- | ---- |
|      | 5      | Camila Rebelo      | Portogallo  | 1'01"34     |      |
|      | 3      | Carlotta Zofkova   | Italia      | 1'01"61     |      |
|      | 6      | Carmen Weiler      | Spagna      | 1'01"98     |      |
| 4    | 4      | Ekaterina Avramova | Turchia     | 1'02"03     |      |
| 5    | 2      | África Zamorano    | Spagna      | 1'02"15     |      |
| 6    | 7      | Anita Gastaldi     | Italia      | 1'02"31     |      |
| 7    | 1      | Anna Ntountounaki  | Grecia      | 1'03"51     |      |
| DNS  | 8      | Ioanna Sacha       | Grecia      | Non partita |      |